# Hello Panda

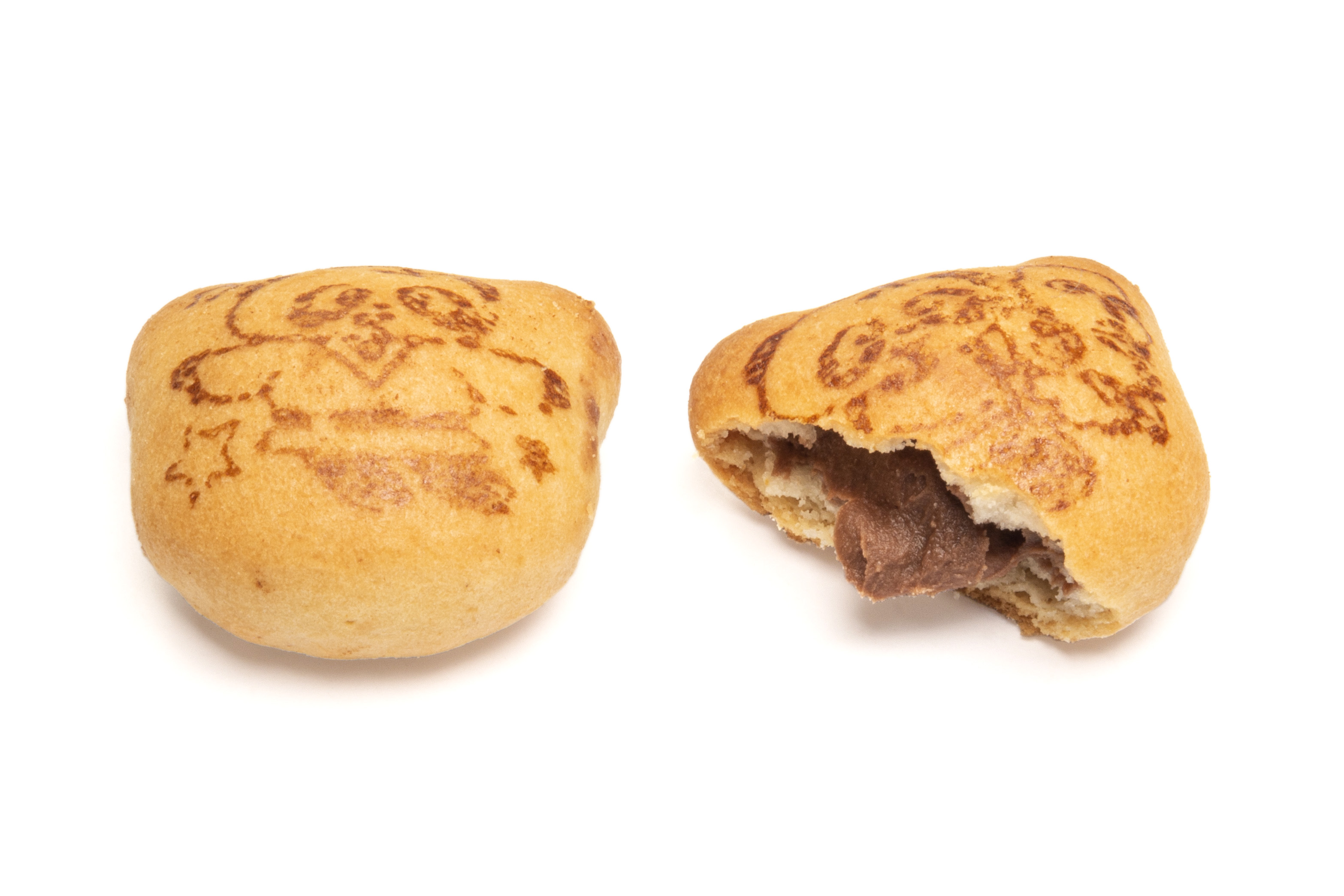
Hello Panda

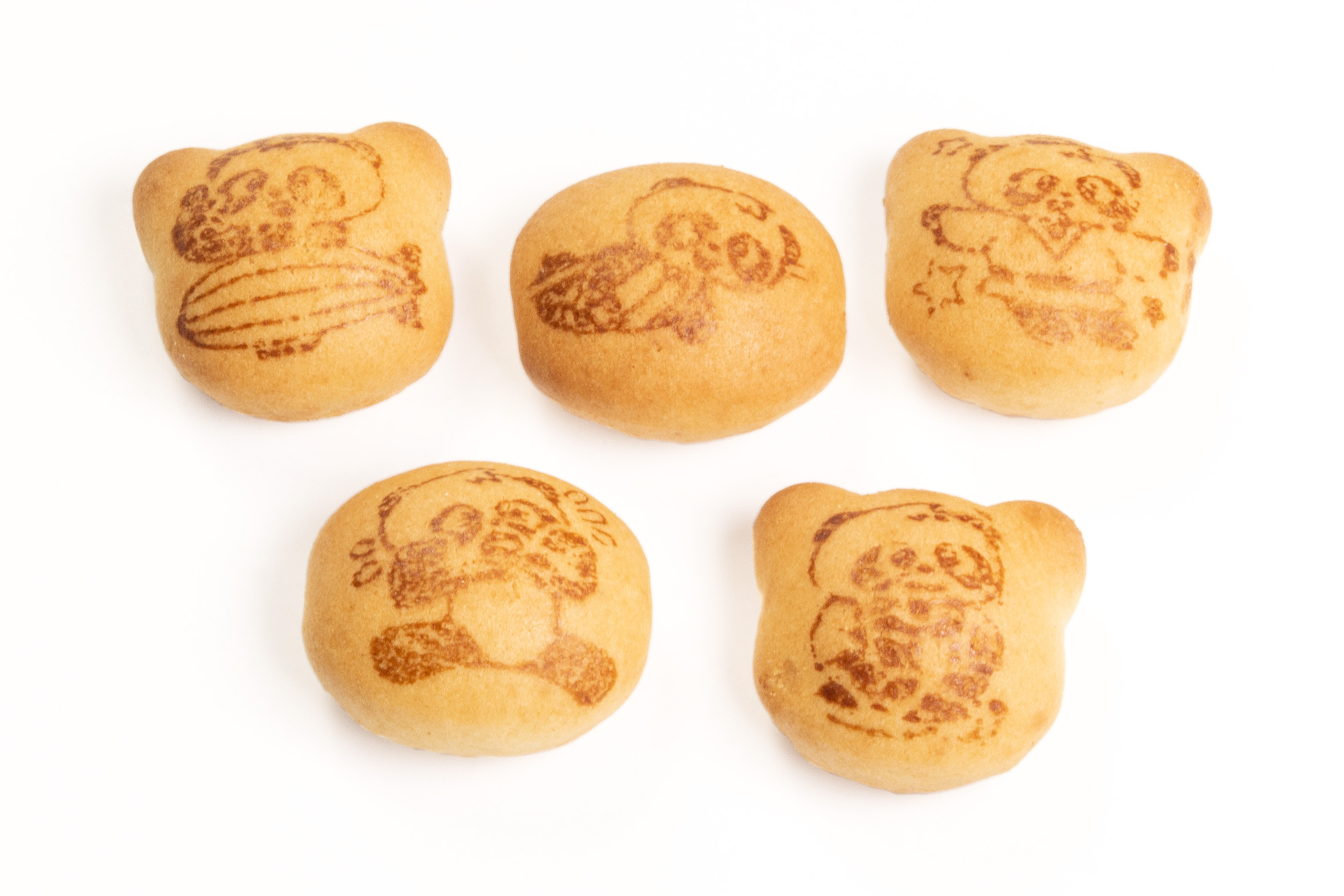
Hello Panda

Hello Panda es una marca popular de galletas japonesas, fabricada por la compañía Meiji Seika Kaisha, Ltd., sus productos fueron distribuidos por primera vez en Japón en el año 1979. 
Hello Panda es fabricado principalmente en Japón, pero su producción ha cesado en países como Singapur, Filipinas e Indonesia porque la distribución era lenta, ahora solamente es exportada a la mayor parte de los países desarrollados. En España, estas galletas son producidas por la empresa Productos Churruca S.A. en Valencia.

## Descripción del producto
La galleta posee un pequeño hueco donde reside el relleno de fresa o chocolate. La galleta tiene dibujos de pandas.

## Curiosidades
- El producto "Hello Panda" puede ser una alusión hacia el personaje Hello Kitty.